# Kościół Świętych Apostołów Piotra i Pawła w Tarnowskich Górach
Kościół Świętych Apostołów Piotra i Pawła w Tarnowskich Górach – rzymskokatolicki kościół parafialny mieszczący się w Tarnowskich Górach przy ulicy Gliwickiej.

## Historia

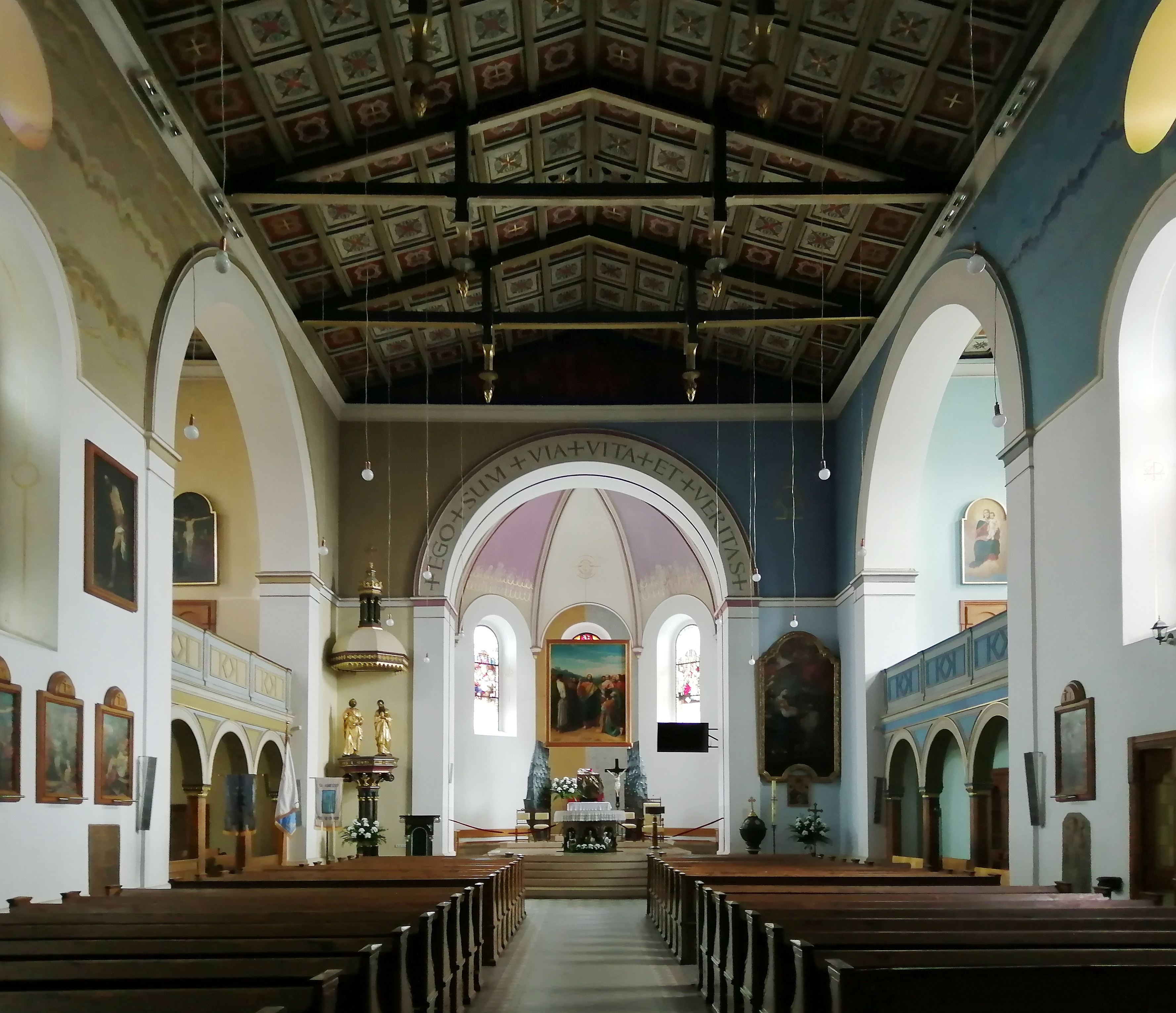
Wnętrze kościoła, widok w kierunku prezbiterium (2021)

Świątynia orientowana, zbudowana zapewne na fundamentach katolickiej kaplicy z lat 20. XVI stulecia jako drewniana w 1529 roku przez luteran. Dwa lata później została przebudowana na murowaną, następnie została rozbudowana o prezbiterium w 1545 roku i wieżę w latach 1560–1563. W czasie wojny trzydziestoletniej odebrana protestantom i 1 lutego 1630 uroczyście przekazana katolikom; konsekrowana w 1670. Forma wieży, z wyjątkiem hełmu wymienionego w 1798 roku, została niezmieniona do dzisiaj. Do czasów współczesnych zachował się także zegar z 1586 roku będący jednym z najstarszych w województwie śląskim. W latach 1723–1724 została wzniesiona późnobarokowa kaplica św. Barbary. W latach 1848–1851 kościół przebudowany w stylu neoromańskim: wybudowane zostały nowy transept i prezbiterium. Kolejne restauracje miały miejsce w latach dwudziestych i osiemdziesiątych XX wieku.

## Organy
Organy wybudował Dominik Biernacki w ok. 1928 roku. Posiadają pneumatyczną trakturę gry. Instrument o wiatrownicach stożkowych, kontuar w systemie upustowym. Około 2006 roku miał miejsce remont organów, podczas którego wymienione zostały membrany manuału I i pedału.
Dyspozycja instrumentu:
| Manuał I             | Manuał II                  | Manuał III                 | Pedał              |
| -------------------- | -------------------------- | -------------------------- | ------------------ |
| 1. Pryncypał 16'     | 1. Salicet 16'             | 1. Flet łagodny 16'        | 1. Kontrabas 16'   |
| 2. Bourdon 16'       | 2. Pryncypał skrzypcowy 8' | 2. Cremona 8'              | 2. Violonbas 16'   |
| 3. Pryncypał 8'      | 3. Fagot 8'                | 3. Waltornia 8'            | 3. Subbas 16'      |
| 4. Gamba 8'          | 4. Bachflet 8'             | 4. Koncertflet 8'          | 4. Harmonikbas 16' |
| 5. Amabilis 8'       | 5. Klarnet 8'              | 5. Aeolina 8'              | 5. Puzon 16'       |
| 6. Kwintaton 8'      | 6. Obój 8'                 | 6. Vox coelestis 8' (od c) | 6. Echobas 16'     |
| 7. Trompet 8'        | 7. Gemshorn 4'             | 7. Vox humana 8'           | 7. Fletbas 8'      |
| 8. Wiolonczela 4'    | 8. Dolce 4'                | 8. Trawersflet 4'          | 8. Oktawbas 8'     |
| 9. Oktawa 4'         | 9. Kwinta 2 2/3'           | 9. Viola 4'                | 9. Czello 8'       |
| 10. Kwinta 2 2/3'    | 10. Tercja 1 3/5'          | 10. Waldflet 2'            |                    |
| 11. Superoktawa 2'   | 11. Rauchkwinta 2 ch.      | 11. Ksylofon 4'            |                    |
| 12. Mikstura 3-5 ch. |                            |                            |                    |